# Scuola veneziana
Nella storia della musica la scuola veneziana è un termine usato per descrivere i primi compositori operanti a Venezia dal 1550 al 1610; essa descrive inoltre la musica da loro prodotta.

## Storia
Diversi fattori determinano la nascita della scuola veneziana. Il primo fu politico: dopo la morte di Papa Leone X nel 1521 ed il sacco di Roma del 1527, la lunga tradizione di Roma come centro musicale si andò affievolendo; molti musicisti che volevano trasferirsi in Italia non andavano più a Roma ma sceglievano di andare a Venezia.
Un altro fattore fu l'esistenza della Basilica di San Marco (comunemente conosciuta come San Marco), con il suo unico interno con due alloggiamenti per il coro: in considerazione della spaziosità della basilica, si rese necessario sviluppare uno stile musicale che mettesse a profitto il ritardo del suono provocato dalle grandi dimensioni della chiesa. In questo modo lo stile policorale veneziano si sviluppò nello stile antifonale in cui gruppi di cantori, accompagnati da strumenti musicali, cantavano in alcuni momenti in opposizione ed in altri all'unisono uniti dal suono dell'organo.
Il primo compositore a rendere famoso questo effetto fu Adrian Willaert, che divenne maestro di cappella a San Marco nel 1527 rimanendovi ininterrottamente fino alla sua morte nel 1562. Gioseffo Zarlino, uno dei più influenti musicisti dell'epoca, chiamò Willaert "il nuovo Pitagora". L'influenza di Willaert era profonda non soltanto per la sua maestria di compositore ma anche per la sua eccezionale bravura come didatta tanto che molti veneziani studiarono con lui.
Un altro fattore che promosse la creatività di questo gruppo di musicisti fu lo sviluppo della editoria a Venezia. Nei primi anni del XVI secolo, Venezia è una città prosperosa e dal governo stabile e diviene presto un importante centro di pubblicazioni di spartiti musicali. Accorrono compositori da ogni parte d'Europa per beneficiare di questa innovazione che era stata inventata da pochi anni. Compositori del nord Europa, specialmente fiamminghi e francesi, considerati fra i migliori d'Europa, vennero numerosi a Venezia. L'internazionalità della società musicale veneziana durò fino alla fine del XVII secolo.
Negli anni dal 1560 al 1570 vi si svilupparono due correnti musicali: una progressista capeggiata da Baldassare Donato ed una conservatrice con a capo Gioseffo Zarlino che diverrà poi maestro di cappella a San Marco. La frizione fra i due gruppi portò, nel 1569, ad un pubblico duello fra Donato e Zarlino durante la celebrazione della festa di San Marco. 
I membri della corrente conservatrice tendevano a seguire lo stile polifonico della scuola franco fiamminga ed includeva Cipriano de Rore, Zarlino e Claudio Merulo; i membri della corrente progressista includevano Donato, Giovanni Croce, e dopo Andrea e Giovanni Gabrieli. Un ulteriore punto di frizione fra i due gruppi era se dare il posto di maestro di cappella ad un veneziano e comunque ad un italiano e non ad uno straniero. Alla fine il gruppo che favoriva i talenti locali prevalse e finì così la dominazione dei musicisti stranieri a Venezia. Nel 1603 fu nominato Giovanni Croce seguito da Giulio Cesare Martinengo nel 1609 e da Claudio Monteverdi nel 1613.
Il massimo dello sviluppo della scuola veneziana venne raggiunto nel decennio 1580-1590 quando Andrea e Giovanni Gabrieli composero grandissimi capolavori per cori multipli, gruppi di ottoni, archi e organo. Questi lavori sono i primi ad includere il dinamismo nella musica ed i primi anche nell'includere specifiche istruzioni sull'orchestrazione.
Anche gli organisti partecipano a questa musica con Claudio Merulo e Girolamo Diruta; essi iniziano a definire uno stile ed una tecnica che
trasferita nel nord Europa darà, nelle successive generazioni, vita ai lavori di Dietrich Buxtehude, ed infine di Johann Sebastian Bach.
Il termine scuola veneziana viene usato, alcune volte, per distinguerlo dalla contemporanea e più conservatrice scuola romana. Altri importanti centri di attività musicale in Italia nello stesso periodo includono Firenze (dove nasce l'opera), Ferrara, Napoli, Padova, Mantova e Milano.

## Compositori
Fra i maggiori esponenti della Scuola veneziana si annoverano:
- Adrian Willaert (1490 ca. - 1562)
- Jacques Buus (1500 ca. - 1565)
- Andrea Gabrieli (1510 ca. - 1586)
- Nicola Vicentino (1511 - 1576 ca.)
- Cipriano de Rore (1515 ca. - 1565)
- Gioseffo Zarlino (1517 - 1590)
- Baldassare Donato (1525 - 1603)
- Annibale Padovano (1527 - 1575)
- Costanzo Porta (1529 ca. - 1601)
- Matteo Asola (1532  - 1609)
- Claudio Merulo (1533 - 1604)
- Gioseffo Guami (1540 ca. - 1611)
- Vincenzo Bellavere (morto nel 1587)
- Girolamo Diruta (1554 ca. - dopo il 1610)
- Girolamo Dalla Casa (morto nel 1601)
- Giovanni Gabrieli (1555 ca. - 1612)
- Giovanni Croce (1557 ca. - 1609)
- Giovanni Bassano (1558 ca. - 1617)
- Giulio Cesare Martinengo (1561 ca. - 1613)
- Dario Castello (1590 ca. - 1630 ca.)